# Musoma
Musoma è una città della Tanzania, situata nella Regione del Mara, della quale è capoluogo.